# لوري دونينغتون غراب
لوري ألفريدا دونينغتون غراب (1877- 17 يناير 1945)، مهندسة مناظر طبيعية إنجليزية. انتقلت إلى كندا في عام 1911 مع زوجها وشريكها التجاري هوارد دونينغتون غراب حيث أسسا مشاتل «شيريدان». وكانت نشطة في مجال تصميم الحدائق، وكاتبة وراعية للفنون.

## بريطانيا
ولدت لوري ألفريدا دونينغتون في إنجلترا عام 1877. وقد أمضت طفولتها في الهند وجنوب إفريقيا وأستراليا. والتحقت بـ«سوانلي هورتيكلتشر كولج» في إنجلترا، حيث درست تصميم الحدائق لمدة عامين. وبعد التخرج، حصلت على منصب كبير البستانيين بعقار أيرلندي. وشكلت شراكة مع هـ. سيلف ليونارد، وهو بستاني اشتهر بشكلٍ خاص بحدائقه الصخرية، وقاموا بتصميم الحدائق في جميع أنحاء بريطانيا. وكان ليونارد من أتباع جيرترود جيكل. وقد يكون حب لوري للحدائق العشبية قد أتى من ليونارد، أو من خلال لقاء مع جيكل نفسها.
كان لدى لوري طموح أن تصبح مهندسة للمناظر الطبيعية. ولم تكن تلك المهنة تُدرس في إنجلترا في ذلك الوقت، لكنها تمكنت من اكتساب المعرفة من خلال الدروس الخصوصية والدورات التقنية. وفتحت مكتبًا في لندن ومارست عملها في بريطانيا لعدة سنوات، واكتسبت خلالها سمعة طيبة. وفي عام 1910، التقت لوري دونينغتون بهوارد غروب، وهو أيضًا مهندسًأ للمناظر الطبيعية، وتزوجا في ربيع عام 1911. وجمعا ألقابهما ليصبحا السيد والسيدة دونينغتون غراب.

## كندا

### هندسة المناظر الطبيعية
انتقلا هوارد ولوري إلى تورنتو في عام 1911. وسرعان ما انخرطا في عمل اللجان الخاصة بشوارع ومتنزهات ضاحية لورانس بارك في تورنتو، ومع اللجان الخاصة لتنسيق الحدائق في المنازل الجديدة هناك. وعملت لوري دونينغتون غروب سواء بمفردها أو مع زوجها على تصميم الحدائق الخاصة والعامة وضواحي الحدائق ومشاريع تخطيط المدن. وفي عام 1913 تلقا عمولات لإعداد خطط للتقسيمات الفرعية "كولفين بارك" في بوفالو بنيويورك، و"أوريول بارك" في تورنتو، و"قرية وركمانز جاردن" لصالح شركة "ريوردان لب آند بيبر" في هاوكيسبيري  بأونتاريو. وفي تورنتو قاما أيضًا بتصميم أراضي "أولد ميل تي روم"، و"هامبر فالي سرفايس، و15 فدانًا بـ"تشورلي بارك". وشملت الأعمال اللاحقة حدائق "جسر قوس قزح"، ومسرح حديقة "أوكس" في شلالات نياجرا بأونتاريو، وحدائق مدخل جامعة ماكماستر، ومنتزه "غور" في هاميلتون بأونتاريو.
استخدمت دونينغتون غروب النحت والأعمال الفنية الأخرى في تصميمات حديقتها، بما في ذلك أعمال النحاتين فريتز وينكلر، وفرانسيس لورينج، وفلورنس وايل، والرسامين «جي إي إتش ماكدونالد» و«آرثر ليسمر». وبهذا، فإن الحديقة الإيطالية لمبنى «باركوود» في أوشاوا تحمل منحوتات لصبي مع أوزة بواسطة وينكلر، وفتى مع دولفين وسيدة وصَدَفَة بواسطة وايل، وفتاة مع سنجاب بواسطة لورينج، وصبي على دولفين لكليف هورن. ويعكس عملهم في الحدائق النباتية الملكية (1929)، ومتنزهات نياجرا في ثلاثينيات القرن الماضي الحالة المزاجية المتناقضة للوقت الذي كان يُنظر فيه إلى النباتات المحلية على أنها وطنية، على عكس النباتات المستوردة التي كانت تُدرج على أنها شذوذ ونزوات.

### مشاتل شيريدان

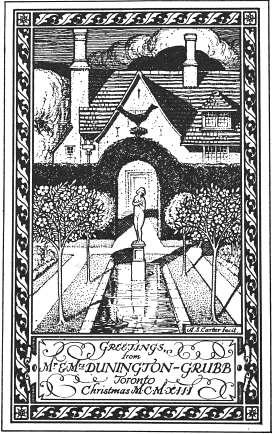
بطاقة عيد الميلاد من دونينغتون غراب 1913

في عام 1913، أسست أسرة دونينغتون غروب مشاتل شيريدان بقرية شيريدان الصغيرة خارج أوكفيل غرب تورنتو، على مساحة 100 فدان (40 هكتارًا) منها حوالي 20 فدانًا (8.1 هكتار) لنباتات الزينة. استعانوا بسفين هيرمان ستينسون لإدارة المشتل، ووجدوه من خلال إعلان في جريدة إنجليزية. وبحلول عام 1926، تم توسعة المشتل إلى 250 فدانًا (100 هكتار)، مع مجموعة واسعة من الأشجار والشجيرات والنباتات المعمرة. وتم افتتاح أول مراكز الحدائق الموسمية في أوائل العشرينات من القرن الماضي بالقرب من مَفرق يونج وبلور وهو الآن وسط مدينة تورنتو، وعلى طريق ساوث داون في ميسيسوجا.

### أنشطة أخرى
انضمت لوري إلى جمعية الفن النسائي في كندا حوالي عام 1915، وكانت رئيسة الجمعية من عام 1925 إلى عام 1930. كما كانت لوري أيضًا عضوة فعالة في «نادي ليسيوم» في تورنتو و«نادي هيليكونيان»، وكلاهما مكرسان لمشاركة المرأة في الفنون. وتنتمي لوري إلى جمعيات مثل نادي النساء الجامعي ومجلس النساء. وتحدثت عن قضايا اجتماعية، مثل: الازدحام الحضري، وأسعار الغذاء، والمساكن ميسورة التكلفة للنساء، والقاضيات في محاكم النساء والأطفال. كما ألقت محاضرات حول الإسكان وتخطيط المدن في جامعة تورنتو، وحول تجميل المدينة في وزارة الزراعة في أونتاريو. وكتبت العديد من المقالات حول تصميم الحدائق لمجلات، مثل: «كنديان هومز أند جاردنز»، و«ماكلين»، و«وومنز سنشري».
وبسبب أعمالهم، اختلطت عائلة دونينغتون غروب مع النخبة في تورنتو، مثل: عائلات إيتون وماسي وجودرهام، واستضافوا وحضروا أحداث اجتماعية هامة. وكانت عائلة دونينغتون غروب في وسط مجموعة صغيرة من فناني المناظر الطبيعية الذين كانوا يجتمعون في حديقة مطعم «دايت كيتشن» في شارع بلور. وفي عام 1934 أسسوا الجمعية الكندية لمهندسي المناظر الطبيعية. وفي عام 1944، أصبحت لوري رئيسةً لهذه الجمعية.
أصيبت لوري بالسل، مما أجبرها على الإبطاء نسبيًا بعد عام 1928. وماتت لوري دونينغتون غروب في هاميلتون بأونتاريو في مصحة «ماونتين» في 17 يناير 1945. فُقدت الآن العديد من مئات الحدائق، على الرغم من أن مبنى باركوود لا يزال يتم صيانته جيدًا. وتَمنح «لاندسكيب أونتاريو» جائزة دونينغتون غروب السنوية.